# Hrvatin Gudelj
Hrvatin Gudelj (Imoschi, 21 novembre 1978) è un ex calciatore croato, di ruolo attaccante.

## Palmarès

### Competizioni nazionali
- Coppa di Croazia: 1

Hajduk Spalato: 2002-2003